# یادبود شتیکی

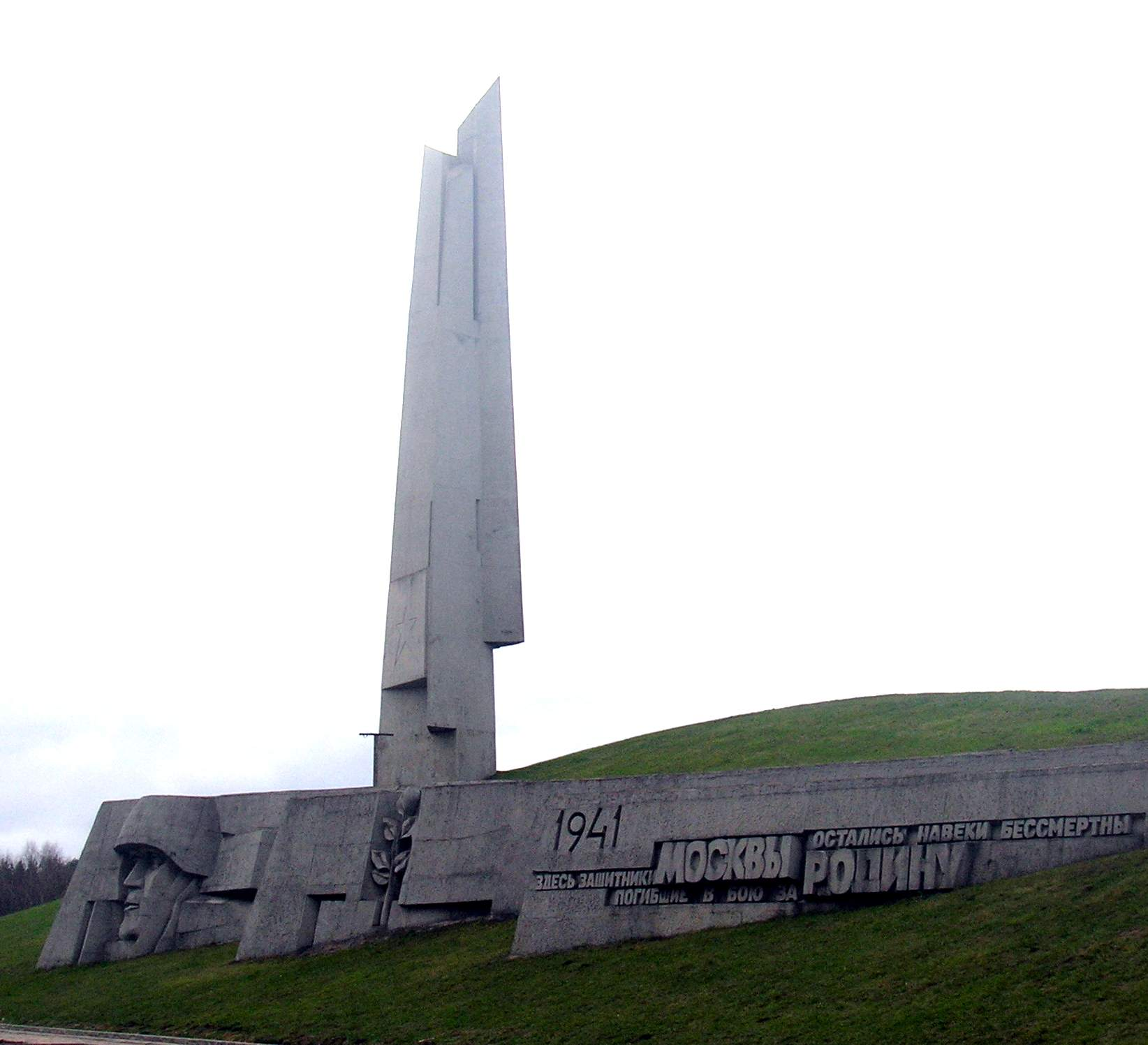
مجموعه یادبود شتیکی

یادبود شتیکی (روسی: Мемориальный комплекс «Штыки»، روشن شد. سرنیزه‌ها) که بنای یادبود مدافعان مسکو را نیز نامیده‌اند (памятник Защитникам Москвы)، یک مجموعه یادبود به افتخار کسانی است که در نبرد مسکو از روسیه دفاع کردند. در این مکان یک گور مشترک و یک مجموعه معماری وجود دارد. این مجموعه در کیلومتر ۴۰ بزرگراه لنینگراد، در ورودی دوم شهر زلنوگراد به سمت جنوب و جاده مندلیوو به سمت شمال واقع شده است. این مجموعه یادبود نام خود را به دلیل ابلیسک مرکزی گرفته است که نمایانگر تصویر سه سرنیزه است که در کنار هم قرار گرفته‌اند. اولین تدفین‌ها در گور مشترک در زمستان ۱۹۴۱ انجام شد. ویژگی‌های معماری در ۲۴ ژوئن ۱۹۷۴ تکمیل شد. معماران این پروژه آی.ای. پوکروفسکی و یا.ای. سوردلوفسکی، و مجسمه‌سازان ای جی شتیمان و ای.ای. شتمان-درویانکو بودند.

## قطعات
این مجموعه از یک کورگان، ابلیسک شتیکی و یک نقش برجسته سه لتی با کتیبه تشکیل شده است. کورگان شامل یک گور عمومی است که به عنوان تپه افتخار (روسی: Холм Славы شناخته می‌شود) که تا ارتفاع ۲۷ متر بالا می‌رود. ستون هرمی شکل شتیکی از سه سرنیزه سبک‌سازی شده تشکیل شده است که نماد دسته‌های تفنگ، تانک و سواره نظام هستند. این ستون از بتن مسلح ساخته شده و ارتفاع آن از نوک بارو ۴۲ متر است. سه‌لتی نقش برجسته در ضلع جنوب غربی کورگان قرار دارد. نقش برجسته‌هایی که در سه استیل بتنی مجسمه‌سازی شده‌اند، سربازی را با کلاه ایمنی، شاخه‌ای از کتیبه: "۱۹۴۱ مسکو وطن، جاودانه بمان.» زیر تاج گل برنزی خاکستر صدها سرباز شوروی قرار دارد. بر روی تاج گل نوشته شده است: "Никогда Родина-мать не забудет своих сыновей" به انگلیسی: «هرگز سرزمین مادری پسرانش را فراموش نخواهد کرد».

## ارتباط با بناهای تاریخی دیگر
یادبود شتیکی با بناهای تاریخی دیگری، به ویژه مقبره سرباز گمنام در دیوار کرملین مسکو و کورگان افتخار در مینسک مرتبط است. در ۳ دسامبر ۱۹۶۶، در بزرگداشت بیست و پنجمین سالگرد تابستانی شکست نیروهای هیتلر در اطراف مسکو، خاکستر سربازان به کرملین منتقل شد. مجموعه شتیکی گاهی اوقات به دلیل شباهت‌هایشان با مجموعه کورگان افتخار بلاروس اشتباه گرفته می‌شود. هر دو مجموعه‌های یادبودی هستند که بر روی کورگان‌ها ساخته شده‌اند. یادبود زلنوگراد دارای ۳ «سرنیزه» و یادبود بلاروس دارای ۴ «سرنیزه» است. نام تپه‌های یادبود نیز مشابه است، جایی که زلنوگراد نام «تپه افتخار» و بلاروسی «کورگان افتخار» را دارد.

## پرچم و نشان رسمی زلنوگراد

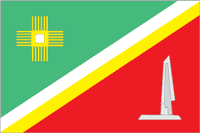
پرچم زلنوگراد

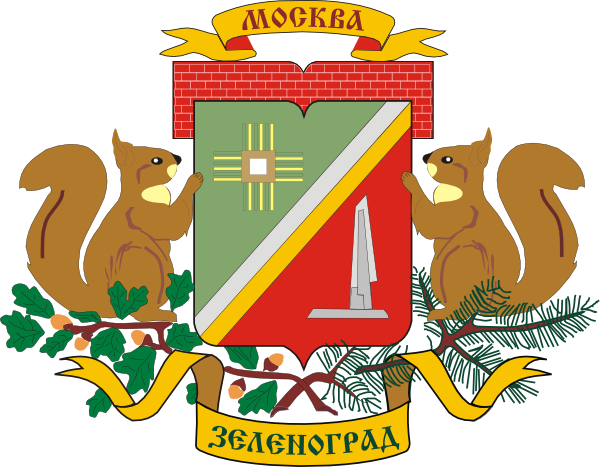
نشان رسمی زلنوگراد

این بنای یادبود به عنصری از پرچم شهر زلنوگراد تبدیل شده است که در نشان ملی شهر گنجانده شده است. طرحی از این بنای یادبود به رنگ نقره‌ای یا سفید روی پرچم نمایش داده شده است که به نوبه خود روی سپر مرکزی نشان ملی نمایش داده می‌شود. این طرح روی یک پس‌زمینه قرمز در قسمت پایین سمت راست پرچم قرار دارد که توسط یک مورب طلایی و نقره‌ای به دو قسمت تقسیم شده است. این دو نماد، نماد مرز مهم در دفاع از پایتخت و آغاز شکست نیروهای هیتلر در اطراف مسکو در سال ۱۹۴۱ هستند. روبروی بنای یادبود روی پرچم، یک تصویر طلایی از یک میکروچیپ به شکل یک صلیب متساوی‌الاضلاع قرار دارد.